# Henri Traoré
Henri Traoré (Ouagadougou, 13 de abril de 1983) é um futebolista profissional burquinense que atua como defensor.

## Carreira
Henri Traoré representou o elenco da Seleção Burquinense de Futebol no Campeonato Africano das Nações de 2013.

## Títulos
Burkina Faso
- Campeonato Africano das Nações: 2013 - 2º Lugar.